# Élisabeth Bouchaud
Pour les articles homonymes, voir Bouchaud.
Élisabeth Bouchaud (née Tibi) est une physicienne, actrice et dramaturge française, née le 1er mars 1961 à Tunis. Elle a été salariée du Commissariat à l'énergie atomique et a enseigné à l'École supérieure de physique et de chimie industrielles de la ville de Paris (ESPCI). Depuis 2015, elle dirige le théâtre de la Reine Blanche à Paris. Elle a créé en 2019 le théâtre Avignon-Reine Blanche en Avignon, et l'école de formation de l'acteur La Salle Blanche, avec Florient Azoulay et Xavier Gallais. L'ensemble de ces deux théâtres et de cette école constitue les Scènes Blanches.

## Biographie

### Chercheuse
Élisabeth Bouchaud est diplômée de l'École centrale Paris (Promotion 1984).
Spécialisée dans l'étude de la mécanique de la rupture, Élisabeth Bouchaud s'est intéressée aux aspects physiques des fractures de matériaux hétérogènes (en particulier les verres) en développant des modèles généraux permettant de comprendre l'évolution des fissures au sein de l'Office national d'études et de recherches aérospatiales (ONERA). Elle a ainsi établi des propriétés universelles fractales (indépendamment des matériaux et des conditions de chargements) sur les faciès de rupture, sujet développé initialement par Benoit Mandelbrot.
En 1999, elle prend la tête du service de physique des surfaces au CEA-Saclay, puis, en 2011, est  détachée à l’École supérieure de physique et de chimie industrielles de la ville de Paris où elle est directrice de l'enseignement jusqu'en décembre 2015,. Elle s'y intéresse à diverses instabilités élastiques dans les gels et les liquides complexes, et à la rupture de matériaux mous. Ses derniers travaux scientifiques portent sur le passage de rupture à écoulement dans des gels de silice plus ou moins liquides.
Elle est l'autrice d'une centaine de publications scientifiques publiées dans des journaux spécialisés.

### Autrice, actrice et directrice de théâtre
Dès 2015, elle fait du théâtre La Reine Blanche une « scène des arts et des sciences », en programmant des œuvres de spectacle vivant inspirés par les sciences, ainsi que des conférences théâtralisées. Le théâtre Avignon-Reine Blanche, antenne avignonnaise du théâtre, ouvre ses portes en juillet 2019, pour le festival d'Avignon,,.
L'école de formation de l'acteur La Salle Blanche - un laboratoire pour acteurs-chercheurs -, dont les directeurs artistiques et pédagogiques sont le comédien, auteur et metteur en scène Xavier Gallais et le dramaturge et auteur Florient Azoulay, est inaugurée en 2019. Le parrain est l'acteur Yoshi Oida.
Elle écrit quatorze pièces de théâtre et joue elle-même plusieurs rôles, notamment dans ses propres pièces, notamment celui de Lou dans Puzzle, mise en scène par Serge Dangleterre, celui de Marie Curie dans Le paradoxe des jumeaux, mise en scène par Bernadette Le Saché, et celui de Lise Meitner dans Exil intérieur, mise en scène par Marie Steen. Ces trois pièces ont été créées au théâtre de La Reine Blanche.

### Pièces de théâtre
- 1989 : Les liaisons  dangereuses (adaptation)
- 1993 : Médée – Mauvais Sang
- 1994 : À Contre-Voix, créée au festival d'Avignon en 1994
- 2003 : Musical Box
- 2011 : De la matière dont les rêves sont faits, publiée en 2021 aux Éditions L'avant-scène théâtre.
- 2013 : Apatride - La Tragédie de Médée, créée au festival d'Avignon en 2013.
- 2015 : Puzzle  (adaptation du film Portrait d'une enfant déchue de Jerry Schatzberg)
- 2017 : Le paradoxe des jumeaux, coécrit avec Jean-Louis Bauer[11].
- 2018 : Et le Soleil s'arrêta, de Dava Sobel, traduction française publiée à L'avant-scène théâtre.
- 2019 : Majorana 370, coécrit avec Florient Azoulay, publié en 2020 aux Éditions Les Cygnes.
- 2020-2024 : Les Fabuleuses, série théâtrale sur les femmes scientifiques : Exil intérieur, sur la physicienne Lise Meitner, Prix No'Bell, sur l'astrophysicienne Jocelyn Bell[12], L'Affaire Rosalind Franklin, sur la physico-chimiste britannique  Rosalind Franklin et La Découvreuse oubliée sur la pédiatre française Marthe Gautier.
- 2024 : Le Livre de Raison, adaptation théâtrale du roman de Jacques Attali.
- 2024 :Le premier homme, librement adapté du roman d'Albert Camus, en collaboration avec Jean-Philippe Bouchaud.

.

## Distinctions

### Prix
- 1996 : Médaille Jean Rist de la Société française de métallurgie et de matériaux[13]
- 2005 : Prix Louis-Ancel[14]
- 2010 : Médaille Onsager[15]
- 2013 : Prix Aniuta Winter-Klein, de l'Académie des sciences[16]
- 2025 : Prix d'honneur Jean Perrin[17]

### Décorations
- Chevalière de l'ordre national du Mérite en 2008[18]
- Chevalière de la Légion d'honneur en 2019[19]